# Żupaniwka
Żupaniwka (ukr. Жупанівка) – wieś na Ukrainie, w obwodzie żytomierskim, w rejonie korosteńskim, w hromadzie Horszczyk. W 2001 liczyła 65 mieszkańców.